# Langenbach, Kusel
Langenbach là một xã thuộc huyện Kusel, bang Rheinland-Pfalz, phía tây nước Đức. Xã Langenbach, Kusel có diện tích 6,59 km², dân số thời điểm ngày 31 tháng 12 năm 2006 là 456 người.